# Дідковичі
Ді́дковичі — село в Україні, у Коростенській міській територіальній громаді Коростенського району Житомирської області. Чисельність населення становить 531 особу (2001).

## Історія
У 1906 році — село Татариновицької волості Овруцького повіту Волинської губернії. Відстань від повітового міста 25 верст, від волості 10. Дворів 419, мешканців 1802.
Вночі з 7 на 8 листопада 1921 р. під час Листопадового рейду до Дідковичів прийшла Волинська група (командувач — Юрій Тютюнник) Армії Української Народної Республіки і зупинилася тут на денний відпочинок, гостинно прийнята громадою села. Вранці 9 листопада група вирушила у подальший похід.
1 травня 1922 року Остапом Петриком, Павлом Недашковським, Лукою та Іваном Костюшками в Дідковичах для організації антибільшовицького повстання була створена Волинська повстанська армія.
12 червня 2020 року, відповідно до розпорядження Кабінету Міністрів України № 711-р «Про визначення адміністративних центрів та затвердження територій територіальних громад Житомирської області», територію та населені пункти Дідковицької сільської ради включено до складу Коростенської міської територіальної громади Коростенського району Житомирської області.